# ريتشارد تشيذام
ريتشارد تشيذام (بالإنجليزية: Richard Cheatham)‏ هو سياسي أمريكي، ولد في 20 فبراير 1799 في سبرينغفيلد في الولايات المتحدة، وتوفي في 9 سبتمبر 1845 في تينيسي في الولايات المتحدة. حزبياً، نشط في حزب اليمين. وقد انتخب عضو مجلس النواب الأمريكي.